# Ripa Teatina
Ripa Teatina är en ort och kommun i provinsen Chieti i regionen Abruzzo i Italien. Kommunen hade 4 041 invånare (2018).